# Schloss Reichenow

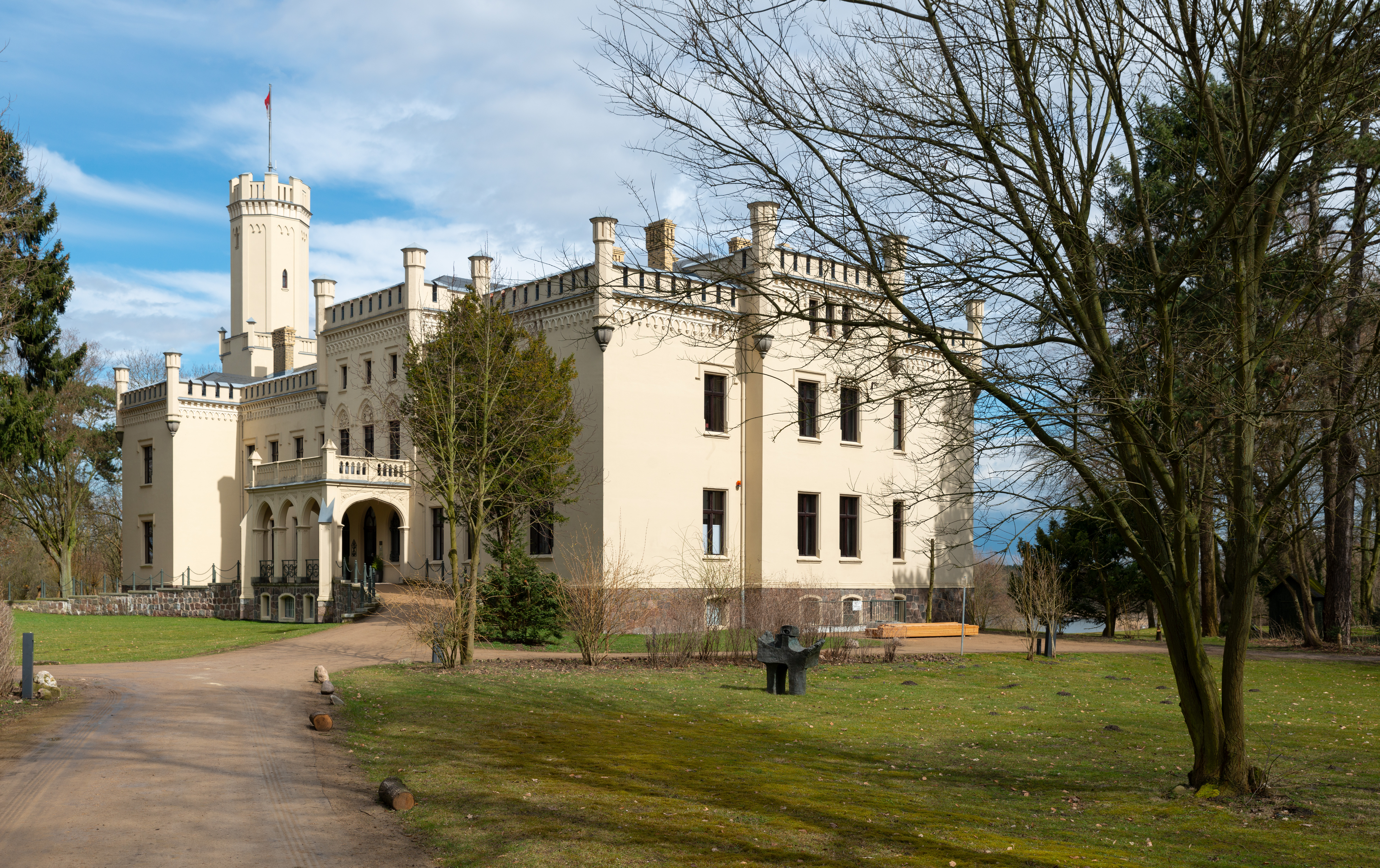
Schloss Reichenow

Das denkmalgeschützte Schloss Reichenow steht in Reichenow, einem Ortsteil der Gemeinde Reichenow-Möglin im Landkreis Märkisch-Oderland in Brandenburg.

## Beschreibung
Der Gebäudekomplex wurde unter ihrer Regie von 1897 bis 1900 nach Entwürfen von Gustav Hauer im englischen Castle-Style errichtet. Die zweigeschossigen, verputzten Fassaden sind mit Zinnen und Türmchen an den Ecken bedeckt. Die Einfahrts- und Gartenseite wird in der Mitte jeweils durch Risalite betont, denen Loggien vorgebaut sind. Das Bauenselmble wurde bis ins Detail geplant; z. B. ein geschmiedeter Hund als Treppenanfänger. An der nördlichen Seitenfront wurde 1996/1997 ein hoher Turm rekonstruiert. Das Innere gliedert sich in Vestibül im Erdgeschoss, Treppenhaus und Salon im Obergeschoss mit quer dazu verlaufenden Korridoren.

## Gutsbesitzer
Eigentümer waren die Nachfahren des Ernst Jacob von Eckardstein, der 1801 die Begüterung erwarb. Als Bauherr fungierte August Friedrich Freiherr von Eckardstein (* 9. März 1828 in Prötzel; † 7. November 1900 in Haselberg), Herr auf Haselberg, Reichenow usw., ein Enkel des Vorgenannten. Er war seit 1858 mit Hedwig Schütz (* 19. Februar 1838 in Seelow; † 19. September 1907 in Haselberg), Tochter der Pauline Hertzog und des Amtsrates Julius Schütz auf Grünthal, verheiratet. Ihnen folgte der Sohn Julius Freiherr von Eckardstein (* 20. Januar 1867 in Haselberg; † 17. Februar 1931 in Berlin), verheiratet mit der Landratstochter Hanna Gerlich (* 27. Mai 1870 in Sullnowo (Westpreußen); † 15. August 1953 in Iggenhausen). Die Gesamtbegüterung wurde aber aufgeteilt, ihre Kinder erhielten jeweils ein Rittergut aus dem Erbe. August Freiherr von Eckardstein erhielt Gut Haselberg, Hedwig von Eckardstein wurde Mitherrin auf Herr(e)nhof, ebenso ihre Schwestern Metta, Hanna und Sophie. Leuenburg mit Steinbeck und Wollenberg erhielt der jüngste Sohn Arnold August Freiherr von Eckardstein. Reichenow samt Herzhorn und Sternebeck wurde Julius Arnold Freiherr von Eckardstein überschrieben. Er war mit Wiltrud Freiin von Blomberg verheiratet. Ihre ersten drei Kinder sind alle in Berlin geboren, der zweitjüngste Sohn in Leuenburg, der jüngste Sohn nach der Flucht 1945 in Iggenhausen, dem neuen Heimatort.

## Rittergut
Anfang des 19. Jahrhunderts agierte mit Johann Gottlieb Koppe ein namhafter Landwirt als Administrator auf Gut Reichenow. Im Zuge der Industrialisierung der Landwirtschaft setzte man spätestens seit 1841 Dampfmaschinen ein. 1852 wird mehrfach die erfolgreiche Branntweinbrennerei des Reichenower Gutes erwähnt. Reichenow war ein kreistagsfähiges Rittergut mit 1537 ha. Zum Gut gehörte um 1880 die genannte Brennerei und eine Ziegelei. Vor der großen Wirtschaftskrise war Gut Reichenow ein Teil eines größeren Güterkomplexes mit (Vorwerk) Hetzhorn und dem Rittergut Sternebeck sowie Gut Herrnhof mit den Vorwerken Bochows Loos, Sophienhof und Marienhof. Der Gutsbereich Herrnhof war in Pacht bei der Oderbruch-Zuckerfabrik AG in Thöringswerder bei Wriezen. Die anderen einzelnen Gutseinrichtungen leitete für die Eigentümer ein Inspektor. Die Familie von Eckardstein investierte bis in die 1930er Jahre in den Besitz. Zwei Landarbeiterhäuser wurden für 36.000 Reichsmark auf Basis eines Kredites errichtet.